# 对苯二甲腈
对苯二甲腈是一种有机化合物，化学式为C8H4N2。

## 化学性质
对苯二甲腈在一定条件下水解，可以得到对苯二甲酰胺、对苯二甲酸或对苯二甲酸盐。它在催化下被氢气还原，可以得到对苯二甲胺。它在氯化铟催化下和叠氮化钠加热反应，可以制得1,4-二(5-四唑基)苯。